# 半田中央ジャンクション
半田中央ジャンクション（はんだちゅうおうジャンクション）は、愛知県半田市にある知多半島道路と知多横断道路が接続するジャンクションである。半田中央ICを併設している。

## 接続高速道路
- E87 知多横断道路

## 歴史
- 1991年（平成3年）1月24日 - 半田常滑IC供用開始。
- 2005年（平成17年）1月30日 - 半田常滑ICが半田中央ICに改称し、同時に半田中央JCT供用開始。知多横断道路と接続。

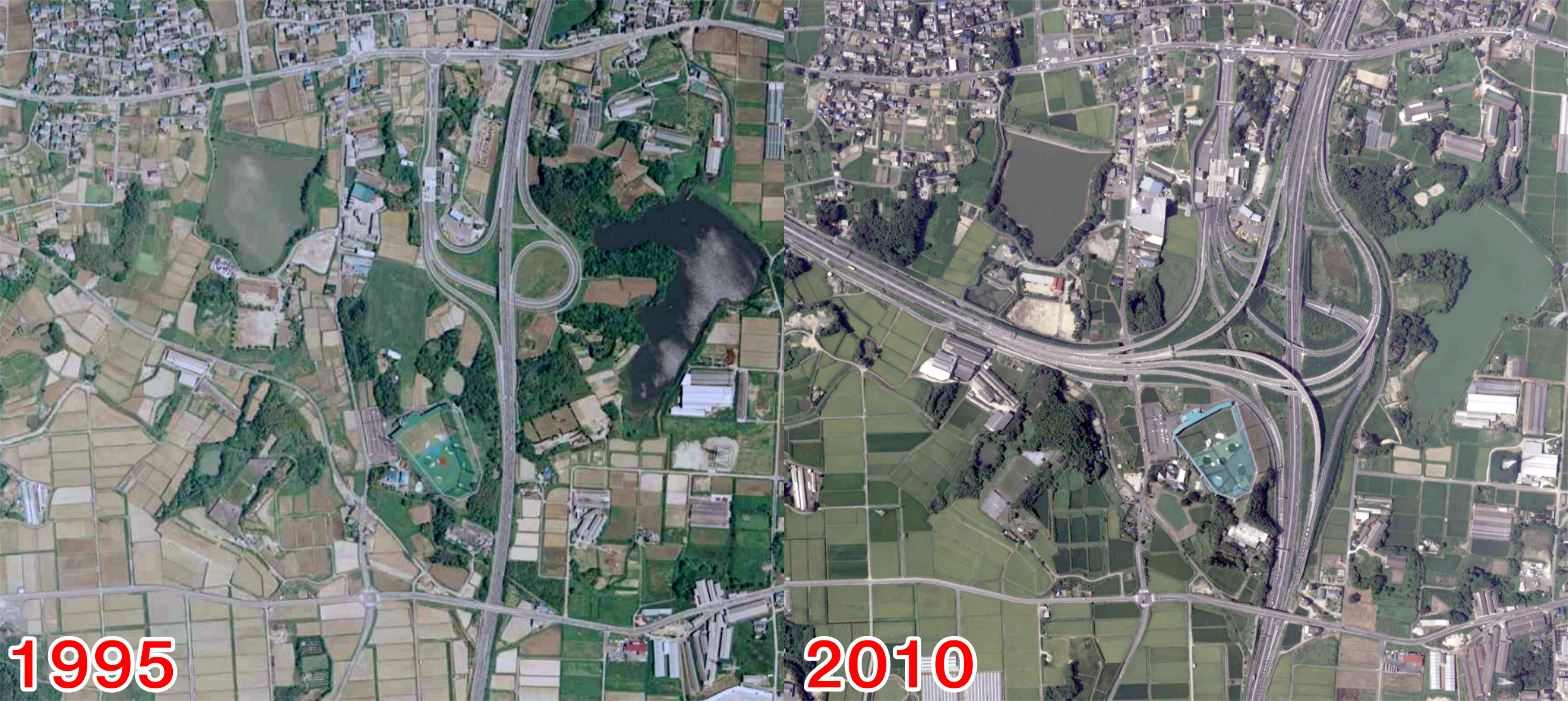
半田常滑IC時代（左）と半田中央JCT新設後（右） 帰属：国土交通省「国土画像情報（カラー空中写真）」配布元：国土地理院地図・空中写真閲覧サービス

## 隣
E87知多半島道路
阿久比IC - 阿久比PA -  半田中央JCT/IC - 半田IC
E87 知多横断道路
半田中央JCT/IC - 常滑IC